# 大關山隧道
大關山隧道位於南部橫貫公路142公里處，長615公尺，為全台灣海拔最高的隧道，海拔2722.39公尺。比起位於台8線的合歡山隧道海拔2564.67公尺還高了約160公尺。隧道東側外立有一面寫著「埡口」地名標示牌，在地理上是中央山脈的關山和向陽山之最低鞍部。由於天災所導致的關山大崩壁破壞了原來的大關山隧道，現今的隧道只能維持單向管制通車。
南部橫貫公路為了穿越中央山脈，於關山(高度3,668公尺)和向陽山(高度3,603公尺)之間最低處鞍部開鑿穿越關山的大關山隧道，海拔2722.39公尺，因而得名。於隧道東側外，立有一面寫著「埡口」地名標示牌，此處視野遼闊，設有休憩區，可見關山埡口的雲海和向陽大崩壁以及埡口山莊跟向陽瀑布等。幸運的話可見到雲霧自山谷湧出，風起雲湧的氣勢讓人震懾，許多遊客都會選擇在此稍作停留欣賞壯闊的山嵐，因此有時會聚集行動咖啡車以及賣熱食的攤販車。隧道西邊因被山線擋住，風景和東邊差得非常遠。
大關山隧道也是高雄市桃源區與台東縣海端鄉的交界，並且是分隔中央山脈「南一段」和「南二段」的重要地標。